# Final de la Copa de Oro de la Concacaf 2007

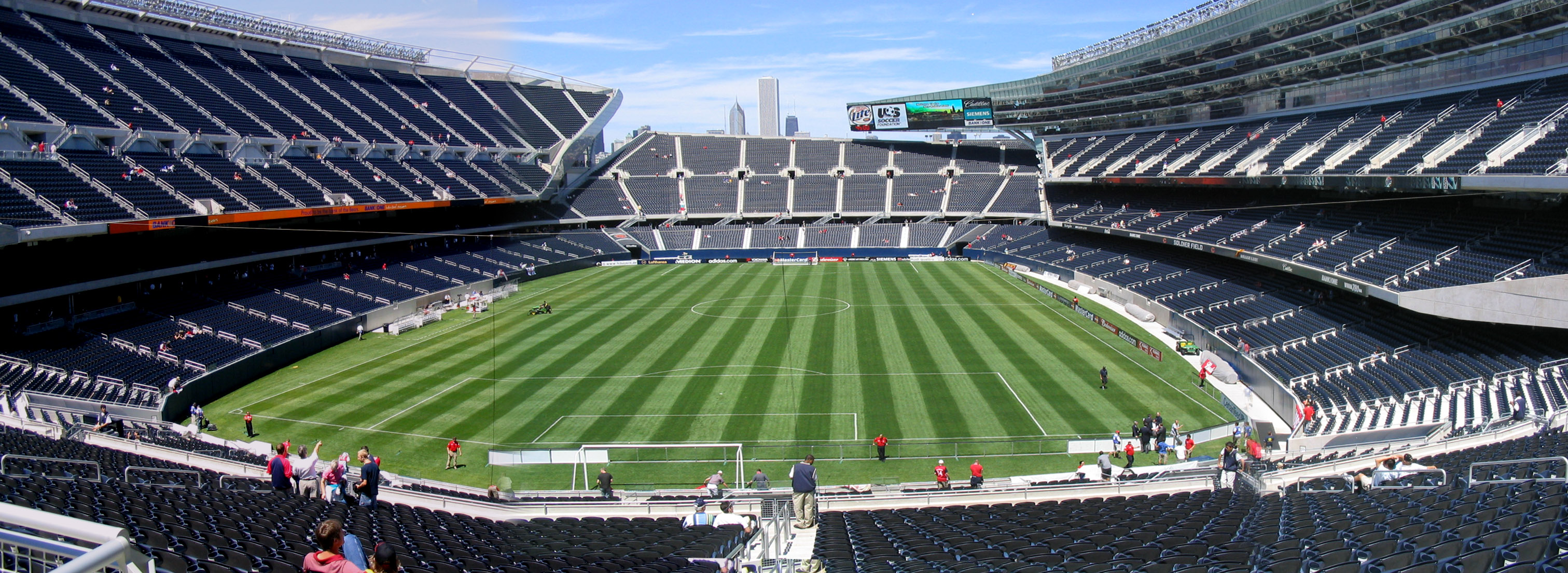
El estadio Soldier Field fue la sede de las dos semifinales, además de la final de la competición.

La final de la Copa de Oro de la Concacaf de 2007 se disputó en el estadio Soldier Field ubicado en la ciudad de Chicago el 24 de junio de 2007. A la final llegaron los anfitriones del torneo Estados Unidos y la selección de México, siendo esta la tercera ocasión en que ambas escuadras se enfrentaron en esta instancia. Los aztecas venían de ganar todas las definiciones ante los estadounidenses siendo la primera un abultado triunfo por 4 a 0 en 1993, mientras que en 1998 los mexicanos solo pudieron ganar por la cuenta mínima.

## Enfrentamiento
| Bandera de Estados Unidos | vs. | Bandera de México |
| Estados Unidos 2          | vs. | México 1          |
| ------------------------- | --- | ----------------- |

## Camino a la final
| Equipo            | Pts. | PJ | PG | PE | PP | GF | GC | Dif |
| ----------------- | ---- | -- | -- | -- | -- | -- | -- | --- |
| Estados Unidos    | 9    | 3  | 3  | 0  | 0  | 7  | 0  | 7   |
| Guatemala         | 4    | 3  | 1  | 1  | 1  | 2  | 2  | 0   |
| El Salvador       | 3    | 3  | 1  | 0  | 2  | 2  | 6  | -4  |
| Trinidad y Tobago | 1    | 3  | 0  | 1  | 2  | 2  | 5  | -3  |

| Equipo   | Pts. | PJ | PG | PE | PP | GF | GC | Dif |
| -------- | ---- | -- | -- | -- | -- | -- | -- | --- |
| Honduras | 6    | 3  | 2  | 0  | 1  | 9  | 4  | 5   |
| México   | 6    | 3  | 2  | 0  | 1  | 4  | 3  | 1   |
| Panamá   | 4    | 3  | 1  | 1  | 1  | 5  | 5  | 1   |
| Cuba     | 1    | 3  | 0  | 1  | 2  | 3  | 9  | -6  |

## Antecedentes
El siguiente cuadro muestra el historial de enfrentamientos en ediciones anteriores de la Copa Oro de la Concacaf entre los equipos que debieron cruzarse en esta ronda.
| Partido                   | Antecedentes | Antecedentes | Antecedentes | Antecedentes |
| Partido                   | Edición      | Fase         | Resultado    | Ref.         |
| ------------------------- | ------------ | ------------ | ------------ | ------------ |
| Estados Unidos vs. México | 1991         | Semifinal    | 2:0          | [ 3 ]        |
| Estados Unidos vs. México | 1993         | Final        | 4:0          | [ 4 ]        |
| Estados Unidos vs. México | 1998         | Final        | 0:1          | [ 5 ]        |

## Partido
| 1          | Guardameta     | Tim Howard         |     |
| 3          | Defensa        | Carlos Bocanegra   |     |
| 13         | Defensa        | Jonathan Bornstein |     |
| 17         | Defensa        | Jonathan Spector   | 72' |
| 22         | Defensa        | Oguchi Onyewu      |     |
| 4          | Centrocampista | Pablo Mastroeni    | 46' |
| 5          | Centrocampista | Benny Feilhaber    |     |
| 7          | Centrocampista | DaMarcus Beasley   |     |
| 8          | Delantero      | Clint Dempsey      | 68' |
| 10         | Delantero      | Landon Donovan     |     |
| 11         | Delantero      | Brian Ching        |     |
| Entrenador | Entrenador     | Bob Bradley        |     |

| 1          | Guardameta     | Oswaldo Sánchez |     |
| 2          | Defensa        | Jonny Magallón  |     |
| 3          | Defensa        | Carlos Salcido  |     |
| 4          | Defensa        | Rafael Márquez  |     |
| 5          | Defensa        | Ricardo Osorio  |     |
| 8          | Centrocampista | Pável Pardo     |     |
| 16         | Centrocampista | Jaime Lozano    | 81' |
| 18         | Centrocampista | Andrés Guardado |     |
| 7          | Delantero      | Alberto Medina  | 78' |
| 9          | Delantero      | Jared Borgetti  | 40' |
| 21         | Delantero      | Nery Castillo   |     |
| Entrenador | Entrenador     | Hugo Sánchez    |     |

| 19 | Centrocampista | Ricardo Clark   | 46' |
| 20 | Delantero      | Taylor Twellman | 68' |
| 15 | Defensa        | Frankie Simek   | 72' |

| 19 | Delantero | Omar Bravo        | 40' |
| 10 | Delantero | Cuauhtémoc Blanco | 78' |
| 23 | Delantero | Adolfo Bautista   | 81' |

| Amonestado | 9'  | Carlos Bocanegra |
| Amonestado | 33' | Pablo Mastroeni  |
| Amonestado | 75' | Brian Ching      |
| Amonestado | 85' | DaMarcus Beasley |
| Amonestado | 86' | Frankie Simek    |

| Amonestado | 17' | Alberto Medina |
| Amonestado | 60' | Jonny Magallón |

| Anotado · Penal | 61' | Landon Donovan  | 1-1 |
| Anotado         | 73' | Benny Feilhaber | 2-1 |

| Anotado | 43' | Andrés Guardado | 0-1 |

| Árbitro             | Carlos Batres  |
| Árbitros asistentes | Leonel Leal    |
| Árbitros asistentes | Willian Torres |
| Cuarto árbitro      | Wálter Quesada |

| 1          | Guardameta     | Tim Howard         |     |
| 3          | Defensa        | Carlos Bocanegra   |     |
| 13         | Defensa        | Jonathan Bornstein |     |
| 17         | Defensa        | Jonathan Spector   | 72' |
| 22         | Defensa        | Oguchi Onyewu      |     |
| 4          | Centrocampista | Pablo Mastroeni    | 46' |
| 5          | Centrocampista | Benny Feilhaber    |     |
| 7          | Centrocampista | DaMarcus Beasley   |     |
| 8          | Delantero      | Clint Dempsey      | 68' |
| 10         | Delantero      | Landon Donovan     |     |
| 11         | Delantero      | Brian Ching        |     |
| Entrenador | Entrenador     | Bob Bradley        |     |

| 1          | Guardameta     | Oswaldo Sánchez |     |
| 2          | Defensa        | Jonny Magallón  |     |
| 3          | Defensa        | Carlos Salcido  |     |
| 4          | Defensa        | Rafael Márquez  |     |
| 5          | Defensa        | Ricardo Osorio  |     |
| 8          | Centrocampista | Pável Pardo     |     |
| 16         | Centrocampista | Jaime Lozano    | 81' |
| 18         | Centrocampista | Andrés Guardado |     |
| 7          | Delantero      | Alberto Medina  | 78' |
| 9          | Delantero      | Jared Borgetti  | 40' |
| 21         | Delantero      | Nery Castillo   |     |
| Entrenador | Entrenador     | Hugo Sánchez    |     |

| 19 | Centrocampista | Ricardo Clark   | 46' |
| 20 | Delantero      | Taylor Twellman | 68' |
| 15 | Defensa        | Frankie Simek   | 72' |

| 19 | Delantero | Omar Bravo        | 40' |
| 10 | Delantero | Cuauhtémoc Blanco | 78' |
| 23 | Delantero | Adolfo Bautista   | 81' |

| Amonestado | 9'  | Carlos Bocanegra |
| Amonestado | 33' | Pablo Mastroeni  |
| Amonestado | 75' | Brian Ching      |
| Amonestado | 85' | DaMarcus Beasley |
| Amonestado | 86' | Frankie Simek    |

| Amonestado | 17' | Alberto Medina |
| Amonestado | 60' | Jonny Magallón |

| Anotado · Penal | 61' | Landon Donovan  | 1-1 |
| Anotado         | 73' | Benny Feilhaber | 2-1 |

| Anotado | 43' | Andrés Guardado | 0-1 |

| Árbitro             | Carlos Batres  |
| Árbitros asistentes | Leonel Leal    |
| Árbitros asistentes | Willian Torres |
| Cuarto árbitro      | Wálter Quesada |

|                           |
| Bandera de Estados Unidos |
| Campeón Estados Unidos    |
| 4.to título               |